# 16801 Петршинпраґенсіс
16801 Петршинпраґенсіс (16801 Petřínpragensis) — астероїд головного поясу, відкритий 23 вересня 1997 року.
Тіссеранів параметр щодо Юпітера — 3,497.
Названо на честь пагорба у центральній частині чеської столиці міста Праги, найвідомішого з празьких гір — Петршин (чеськ. Petřín, нім. Laurenziberg), що розташований на лівому березі річки Влтави. Висота пагорба 327 метрів і на ньому розміщена Обсерваторія Штефаника (чеськ. Štefánikova hvězdárna).